# Encyclia edithiana
Encyclia edithiana är en orkidéart som beskrevs av Lou Christian Menezes. Encyclia edithiana ingår i släktet Encyclia och familjen orkidéer. Inga underarter finns listade i Catalogue of Life.